# Raidak
La Raidak (appelée Wang Chhu ou Wong Chhu au Bhoutan) est un affluent du Brahmapoutre coulant au Bhoutan, en Inde et au Bangladesh. 

## Cours

### Bhoutan
La Wang Chhu, ou Raidak, prend sa source dans l'Himalaya. Son cours supérieur est connu sous le nom de Thimphu Chhu (rivière de Thimphou). C'est un torrent impétueux, parsemé de rapides. Entre Thimphou et la confluence de la Paro Chhu à Chhuzom, elle s'étend largement, mais elle est ensuite enserrée dans un défilé étroit, entre des falaises escarpées. Elle coule ensuite vers le sud-est dans une vallée plus ouverte, bien que son cours soit parsemé de rochers. Alors qu'au dzong de Tashichho, au nord de Thimphou, son altitude est de 2 121 m, elle quitte le pays à seulement 90 m.

### Bengale occidental et Bangladesh

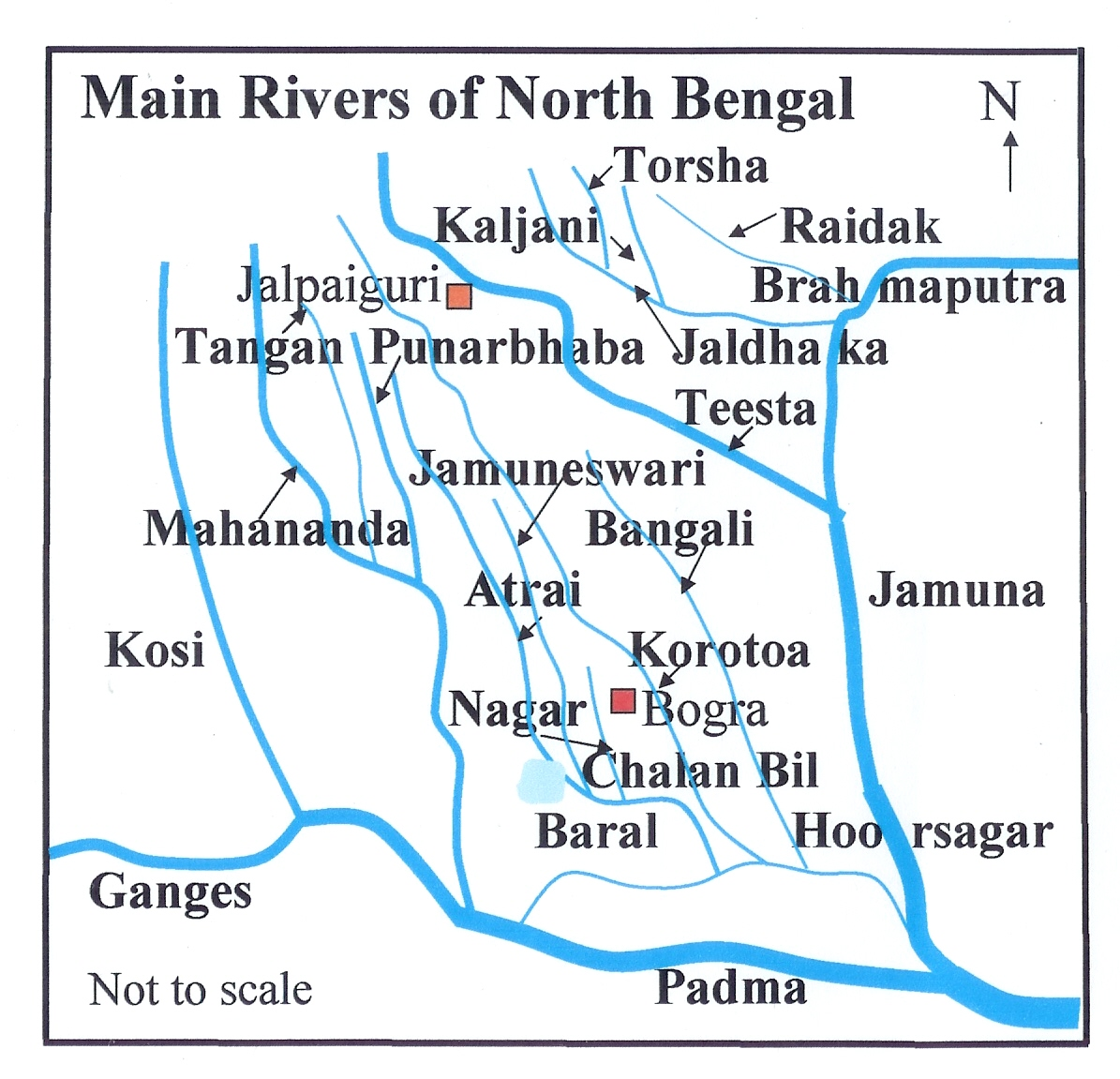
Carte hydrographique simplifiée du nord du Bengale occidental.

Elle débouche dans les plaines du Bengale occidental dans le district de Jalpaiguri, puis traverse celui de Cooch Behar, avant de se jeter dans le Brahmapoutre dans le district bangladais de Kurigram,,,, où elle est parfois appelée la Dudhkumar.
Sa longueur totale n'est que de 370 km, mais avec ses affluents elle atteint près de 610 km pour le seul Bhoutan,.

## Barrage de Chukha
Le barrage hydroélectrique de Chukha (336 MW) est un des plus grands investissements du Bhoutan ; il représente un pas important pour l'exploitation des immenses ressources hydroélectriques du pays. Il a été construit clé en main par l'Inde, qui a fourni 60 % du financement à titre de subvention et 40 % à titre de prêt, à des conditions extrêmement favorables. Selon cet arrangement, l'Inde reçoit toute l'électricité excédant les besoins du Bhoutan à un prix très inférieur à celui qu'elle coûterait à produire en Inde.
Entre Thimphou et la frontière indienne un barrage de dérivation de 40 m a été construit dans le village de Chimakoti, 1,6 km au-dessus du confluent de la Ti Chhu et de la Wong Chhu. L'eau du barrage est détournée par un tunnel de 6,5 km, jusqu'à la centrale hydroélectrique de Chukha, 300 m plus bas. La construction a commencé en 1974 et s'est achevée en 1986-88,,,,.

## Barrage de Tala
Le barrage hydroélectrique de Tala est le plus grand projet commun entre l'Inde et le Bhoutan à ce jour (1,020 MW et 4865 millions kWh par an). Tala est également située dans le district de Chukha. Le barrage se trouve sur la Wang Chhu, à 860 m d'altitude. Il est haut de 92 m et alimente un tunnel de 22 km de long, jusqu'à la centrale hydroélectrique souterraine du village de Tala. Celle-ci possède six turbines de 170 MW. Trois lignes électriques de 440 kV conduisent jusqu'à la frontière indienne, ce pays utilisant la totalité de l'électricité produite. Le Bhoutan a pour objectif d'exporter 10,000 MW d'électricité en 2020. La construction du barrage a commencé en 1998 et son exploitation en 2007.